# Glukóza-6-fosfát
Glukóza-6-fosfát (G6P, též „Robinsonův ester“) je ester kyseliny fosforečné a glukózy, přičemž fosfátová skupina se nachází na 6' uhlíku glukózy. Jde o klíčovou látku v metabolismu sacharidů.

## Tvorba
Vzniká fosforylací glukózy, izomerací glukóza-1-fosfátu či případně různými jinými izomeracemi či štěpením jiných monosacharidů. Vznik z glukózy je katalyzován hexokinázou a jedná se vlastně o první krok glykolýzy.

## Rozklad
K odbourávání glukóza-6-fosfátu dochází také různými způsoby, z nichž každý má poněkud odlišný význam. Glykolytický rozklad, v němž se nejprve mění na fruktóza-6-fosfát a následně sérií reakcí na pyruvát, má význam v buněčné energetice, neboť poskytuje největší množství ATP. Tzv. pentózový cyklus (HMP zkrat) směřuje k 6-fosfoglukonátu jako hlavnímu produktu a hraje důležitou roli v syntéze nukleotidů. Dalšími metabolickými drahami je Entnerova-Doudoroffova cesta a konečně (vzácná) fosfoketolázová cesta. U živočichů hraje však zcela majoritní roli jen glykolýza.
Glukóza-6-fosfát je rovněž možné převádět zpět na glukózu. Tuto reakci katalyzuje glukóza-6-fosfatáza (poslední enzym glukoneogeneze), nacházející se u člověka v játrech a ledvinách, ale nikoliv ve svalech. Svaly tedy nejsou schopné exportovat glukózu do krve tak, jako to dělají zejména játra.